# Stemorrhages amphitritalis
Stemorrhages amphitritalis is een vlinder uit de familie van de grasmotten (Crambidae), uit de onderfamilie van de Spilomelinae. De wetenschappelijke naam van deze soort is voor het eerst voorgesteld als Margarodes amphitritalis door Achille Guenée in een publicatie uit 1854.
De spanwijdte is ongeveer 4 centimeter.
De soort komt voor in India, Bangladesh, Indonesië (Noord-Molukken, West-Papoea), Nieuw-Guinea en Australië (Queensland, Noordelijk Territorium).